# Antonio Fraguas Fraguas

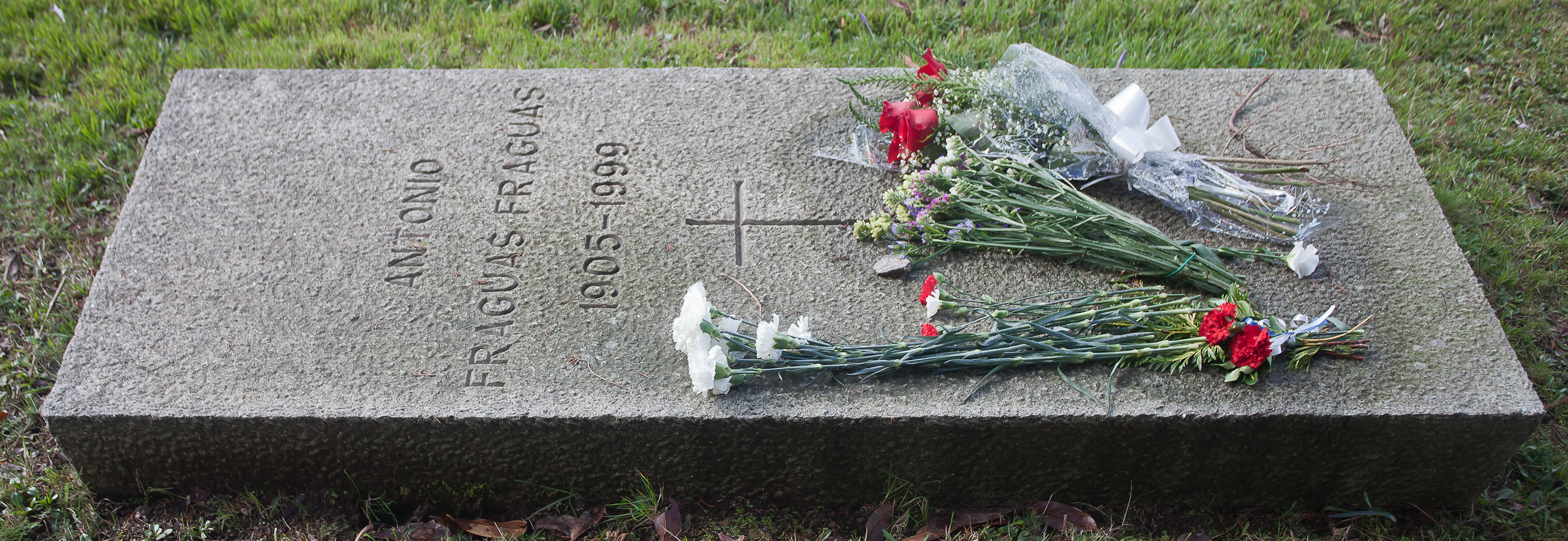
Tumba de Antonio Fraguas en Boisaca, Santiago de Compostela.

Antonio Fraguas Fraguas (Loureiro, 28 de diciembre de 1905-Santiago de Compostela, 5 de noviembre de 1999), también conocido en gallego como Antón Fraguas, fue un escritor, historiador, antropólogo y etnógrafo español de ideología galleguista.

## Trayectoria
Estudió el bachillerato en Pontevedra, donde fue alumno de Castelao y Antonio Losada Diéguez, y la carrera de Filosofía y Letras en Santiago de Compostela, donde se licenció en 1928.
En 1923 (con 18 años) fue uno de los fundadores de la Sociedad de la Lengua, en Pontevedra, con el objetivo de promover la defensa del gallego y publicar un diccionario, que nunca salió a la luz. Cuando fue a Santiago ingresó en las Irmandades da Fala y empezó a colaborar con el Seminario de Estudios Gallegos, en el que fue admitido como miembro en 1928, en las secciones de Geografía y de Etnografía y Folclore. Dentro del Seminario inició el estudio de la geografía histórica de Galicia, dedicándose especialmente a las rías Bajas y a las tierras de Cotobade. Como etnógrafo, comenzó con el estudio de las costumbres alrededor del carnaval.
Fue profesor del instituto de La Estrada desde 1933 hasta el comienzo de la guerra civil española. Tras la sublevación militar de 1936 sufrió una represión por sus actitudes galleguistas, siendo echado de su puesto de trabajo. Tras ser detenido, además, fue obligado a borrar con sosa cáustica las pintadas a favor del Estatuto de Autonomía. Tuvo que trabajar en la enseñanza privada hasta que en 1950 pudo recuperar la cátedra del instituto y poder doctorarse, lo que hizo en la Universidad de Madrid con una tesis sobre el colegio de Fonseca. Posteriormente fue profesor en Lugo y Santiago, hasta su jubilación en 1975.

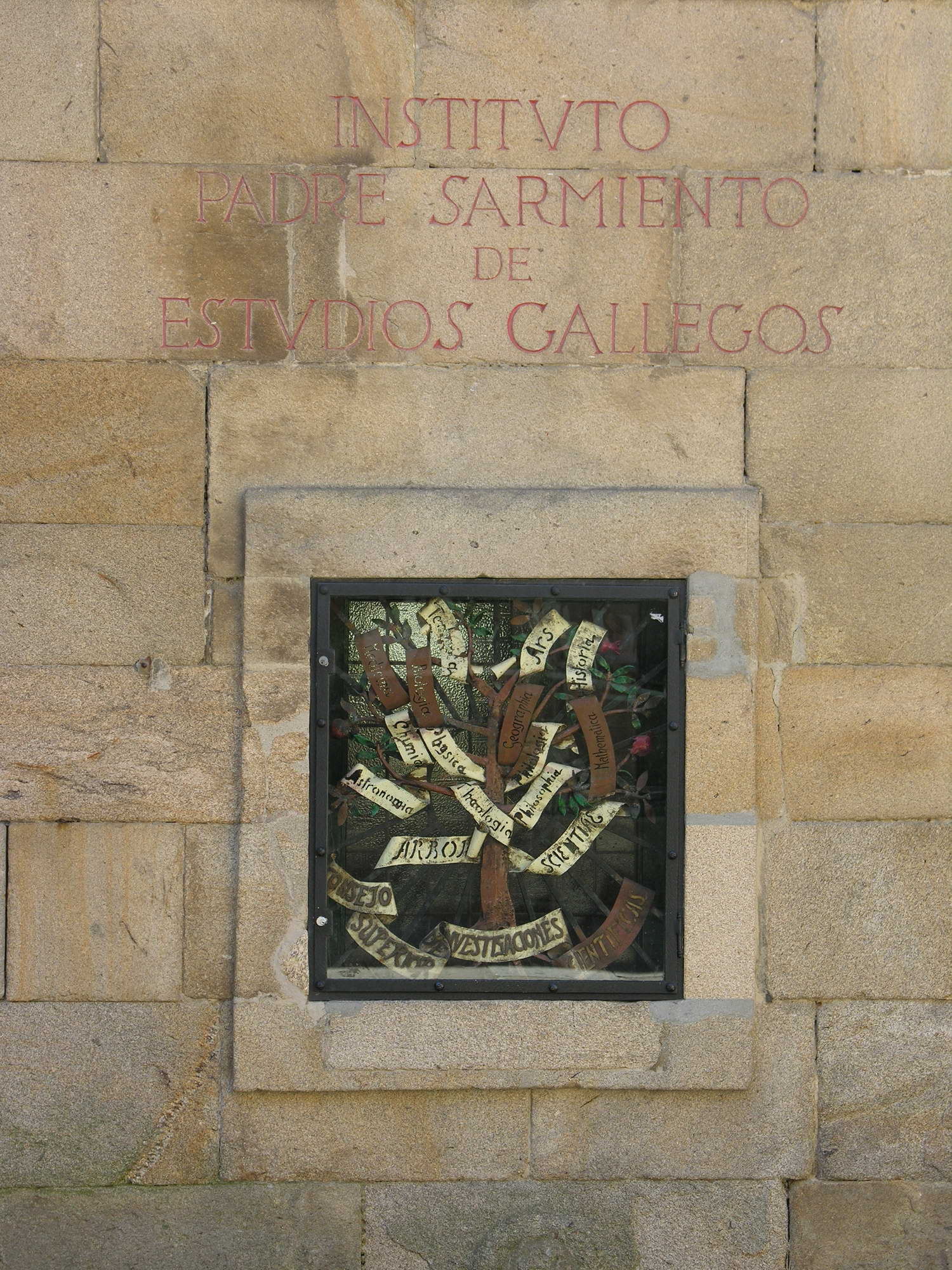
Instituto Padre Sarmiento de Estudios Gallegos, en Santiago de Compostela.

Fraguas fue uno de los protagonistas de la transformación del Seminario de Estudios Gallegos (desmantelado por el régimen de Francisco Franco), en el Instituto Padre Sarmiento de Estudios Gallegos, en el que fue bibliotecario, secretario y director de la sección de Etnografía y Folclore, publicando sus investigaciones en la revista editada por el Instituto, Cuadernos de Estudios Gallegos. 
El 19 de abril de 1951 fue nombrado miembro numerario de la Real Academia Gallega, donde ocupó el lugar que había dejado Castelao. Fue presentado por Salustiano Portela Pazos, Ramón Otero Pedrayo y Luis Iglesias Iglesias, y su discurso de ingreso, Roseiras e paxariños nas cantigas dun serán, fue contestado por Otero Pedrayo. 
En 1963 fue nombrado director del Museo Municipal de Santiago, instalado en el convento de Santo Domingo de Bonaval, que en 1975 pasó a ser denominado Museo del Pueblo Gallego. Xaquín Lorenzo era el presidente de la Fundación y, tras la muerte de éste en 1989, Fraguas ocupó los cargos de director y presidente. En 1994 donó al Museo su biblioteca particular, compuesta por 20.000 volúmenes.
Otros cargos que desempeñó Fraguas a lo largo de su vida fueron, entre otros, la coordinación de la sección de Antropología del Consejo de la Cultura Gallega (1983), miembro numerario de la Real Academia Gallega de las Ciencias, correspondiente de la Real Academia de la Historia, la Associação dos Arqueólogos Portugueses o la Sociedad Portuguesa de Etnología y Arqueología.
En 1978 impulsa junto con José Luis Míguez Abucide y otras personalidades del folclore la creación del Día do Ensalzamento do Traxe Galego dentro del marco de las Fiestas del Apóstol de la ciudad de Santiago de Compostela de la cual este año se celebrara la XLI edición. Así mismo en el año 1993 impulsa la creación de la Asociación do Traxe Galego, cuyo fin principal es la de la divulgación, investigación, recuperación y difusión del Traje gallego y la cultura. 
En 1997 se crea en su honor por dicha Asociación junto con el Ayuntamiento de Santiago el Premio de Investigación sobre el Traje tradicional "Antón Fraguas" y que tiene como fin principal incentivar la recuperación, investigación y difusión en este ámbito. el Premio es entregado en el mes de diciembre en el Ayuntamiento de Santiago.

## Honores
Antonio Fraguas Fraguas fue nombrado Pontevedrés del año en 1973; se le concedió el Pedrón de Ouro en 1984 y la Insignia de Oro del Museo del Pueblo Gallego el mismo año; recibió el Premio Trasalba en 1985, y la Medalla Castelao; Premio Otero Pedrayo en 1992 (año en que también fue nombrado Cronista Oficial de Galicia); y el Premio de las Artes y de las Letras de Galicia en 1995. En 1989 fue nombrado hijo adoptivo de Santiago de Compostela.
Tras su muerte, se creó la Fundación Antonio Fraguas en el Museo del Pueblo Gallego, con el objetivo de “proyectar, conservar y dinamizar el patrimonio que Fraguas y toda la generación por él representada crearon y rescataron para la conservación futura de la memoria de Galicia”.
Así mismo, la Diputación Provincial de La Coruña convocó en su memoria el Certamen de Artesanía Antonio Fraguas Fraguas.
En el año 2019 se le dedicó el día das Letras Galegas, justo dos décadas después de su muerte, por su labor por la cultura popular gallega, su trabajo como etnógrafo y su labor docente.

## Obras
- Geografía de Galicia (1953)
- Galicia insólita (1973)
- Lugo (1974)
- Murguía, o patriarca (1979)
- Literatura oral en Galicia (1980)
- El traje gallego (1985)
- Aportacións ó cancioneiro de Cotobade (1985)
- Aquilino Iglesia Alvariño: vida e obra (1986)
- Romarías e santuarios (1988)
- Celso Emilio Ferreiro (1989)
- La Puerta Santa (1993)
- Do Entroido (1994)
- As cousas de Antonio de Insuela (1996)
- A festa popular en Galicia (1996)

Además de las publicaciones anteriores, Fraguas escribió numerosos artículos de divulgación en periódicos y revistas especializados o no especializados, así como colaboraciones en publicaciones conjuntas con otras personalidades de la etnografía gallega.